# Ostwald
Ostwald je občina v departmaju Bas-Rhin francoske regije Alzacija.
Leta 1990 je v občini živelo 10 197 oseb oz. 1,434 oseb/km².